# Mylesinus
Mylesinus – rodzaj ryb kąsaczokształtnych z rodziny piraniowatych (Serrasalmidae).

## Występowanie
Ameryka Południowa.

## Klasyfikacja
Gatunki zaliczane do tego rodzaju:
- Mylesinus paraschomburgkii
- Mylesinus paucisquamatus
- Mylesinus schomburgkii

Gatunkiem typowym jest Mylesinus schomburgkii.